# هنری لنزی بتون

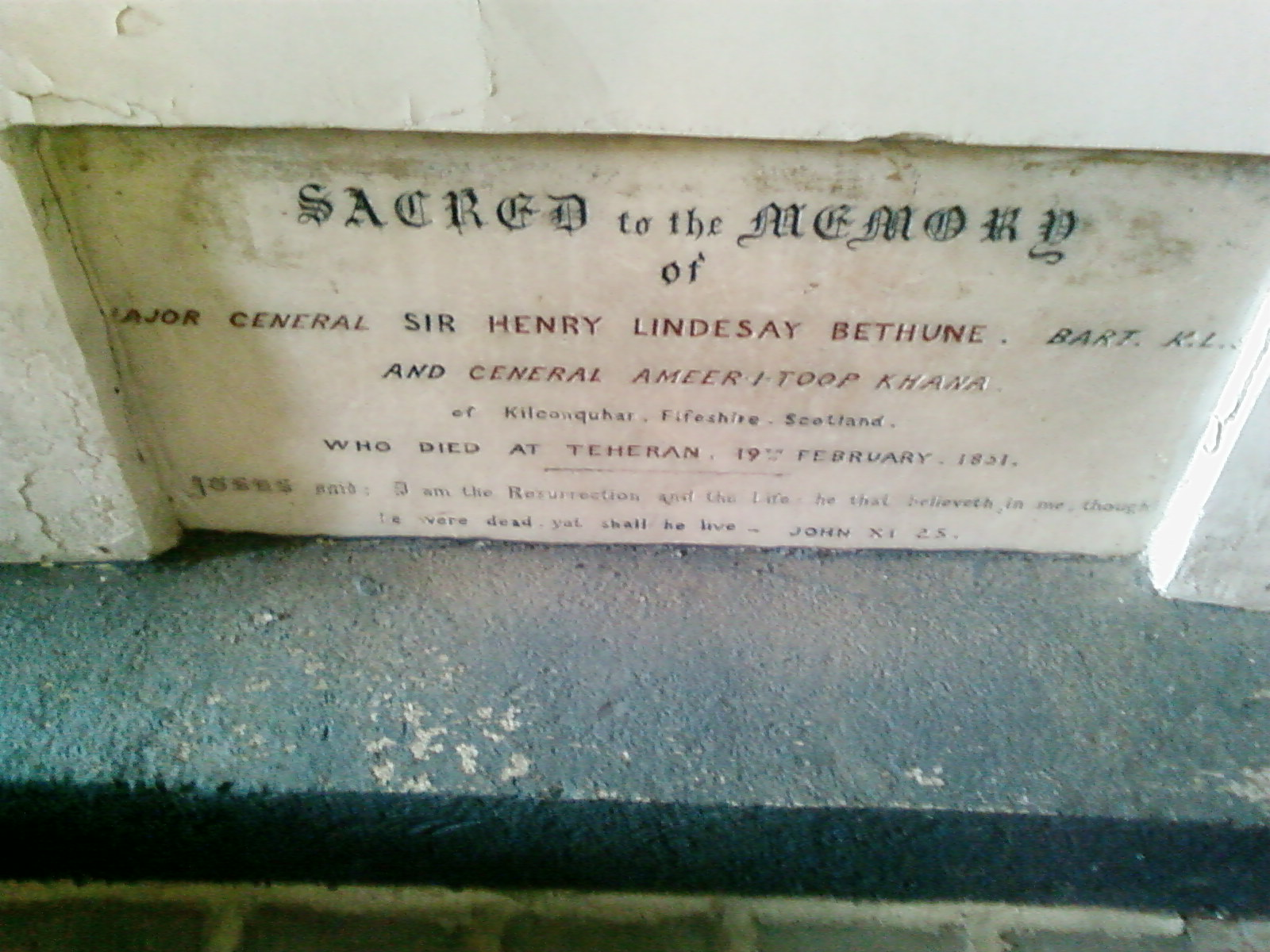
سنگ گور سر هنری لنزی بتون در کلیسای تادئوس و بارتوقیمئوس مقدس در تهران

سرلشکر سر هنری لنزی بتون (به انگلیسی: Sir Henry Lindsay Bethune) (زادهٔ ۱۲ آوریل ۱۷۸۷- مرگ ۱۹ فوریهٔ ۱۸۵۱)افسری اسکاتلندی و عضو هیئت دیپلماتیک و نظامی بریتانیا بود که در ۱۸۱۰ میلادی با سرپرستی سر جان ملکم به ایران گسیل شد.

## زندگی
هنری لنزی بتون در خانواده‌ای اشرافی و نظامی در فایف چشم به جهان گشود. به عنوان ستوان توپخانه در هندوستان خدمت کرد. با خروج هیئت مستشاری فرانسه از ایران، سر جان ملکم از میان افسران بریتانیا در حال خدمت در هندوستان ستوان کریستی و لنزی را با هود به ایران برد. لنزی مأمور سامان‌دادن به توپخانه در آذربایجان شد. خدماتش باعث شد از سوی شاه در سال ۱۸۱۶ میلادی به دریافت نشان افتخار شیر و خورشید نائل شود.
دورهٔ دوم خدمت لنزی در ایران به سال ۱۸۳۶ میلادی بازمی‌گردد. پی مرگ فتحعلی‌شاه، لنزی از سوی بریتانیا برای تضمین سلامت ورود محمد میرزا (محمدشاه) از تبریز به تهران شد و پس از آن در فرونشاندن شورش‌های ابتدای پادشاهی او مشارکت جست. این‌بار او در ۱۸۳۹، که بریتانیا در مسئلهٔ هرات با ایران درگیر شد، ایران را ترک کرد. پس از انتهای کشمکش او دوباره در ایران خدمت کرد تا در ۱۸۵۱ در تبریز درگذشت و در کلیسای تادئوس و بارتوقیمئوس مقدس در تهران به خاک سپرده شد.